# Ples příšer
Ples příšer (v anglickém originále Monster’s Ball) je americký dramatický film z roku 2001. Režisérem filmu je Marc Forster. Hlavní role ve filmu ztvárnili Billy Bob Thornton, Heath Ledger, Halle Berryová, Peter Boyle a Sean Combs.

## Ocenění
Halle Berryová získala za roli v tomto filmu Oscara a cenu Screen Actors Guild Award a byla dále nominována na Zlatý glóbus a cenu BAFTA. Nominaci na Oscara pak získali scenáristé Milo Addica a Will Rokos.

## Obsazení
| Billy Bob Thornton | Hank Grotowski    |
| Heath Ledger       | Sonny Grotowski   |
| Halle Berryová     | Leticia Musgrove  |
| Peter Boyle        | Buck Grotowski    |
| Sean Combs         | Lawrence Musgrove |
| Mos Def            | Ryrus Cooper      |
| Coronji Calhoun    | Tyrell Musgrove   |
| Charles Cowan, Jr. | Willie Cooper     |